# SN 2010ln
SN 2010ln – supernowa typu Ib odkryta 25 grudnia 2010 roku w galaktyce UGC 2685. W momencie odkrycia miała maksymalną jasność 17,10m.